# Bourletiella validentata
Bourletiella validentata är en urinsektsart som beskrevs av Jerry Allen Snider 1978. Bourletiella validentata ingår i släktet Bourletiella och familjen Bourletiellidae. Inga underarter finns listade.